# Endless runner

Icona del videogioco Temple Run, noto videogioco endless runner

Endless runner o infinite runner è un genere di videogioco a piattaforme in cui il personaggio protagonista corre per una quantità di tempo diviso per livelli, superabili soltanto saltando degli ostacoli. Lo scopo del giocatore è quello di raggiungere il miglior punteggio, ottenuto sopravvivendo per il maggior tempo possibile. Il genere è esploso sulle piattaforme mobili in seguito al successo di Temple Run, con Jetpack Joyride, Canabalt e altri… La sua popolarità è attribuita alla semplicità del gameplay che bene si adatta ai dispositivi touchscreen più semplici.

## Descrizione
La modalità o impostazione di gioco può essere a scorrimento orizzontale, come nei primi titoli del genere, su-giù o 3D con il personaggio che si muove automaticamente in avanti. L'obiettivo del giocatore è schivare gli ostacoli, spostando il personaggio o facendolo saltare fuori dalla loro traiettoria oppure usando un pulsante specifico, offerto dal gioco. In alcuni giochi è possibile ottenere punti addizionali, abilità speciali,  valute o altri premi compiendo specifici progressi nel livello o semplicemente restando in vita più a lungo. Il gioco aumenta progressivamente la sua difficoltà con l'aumentare del tempo di sopravvivenza. Il giocatore perde quando viene colpito o rallentato dagli ostacoli tanto da venire "catturato" da qualunque cosa lo stesse inseguendo.

## Storia
Inizialmente i primi giochi, come B.C.'s Quest for Tires del 1983, presentavano già un design simile ai più moderni giochi di categoria endless runner. Seppur B.C.'s Quest fosse considerato un successo commerciale per il suo tempo, il suo design non fu mai copiato. Il genere di videogiochi endless runner venne creato solo in seguito al lancio di Canabalt, un videogioco sviluppato da un piccolo gruppo di programmatori nel 2009 da Adam Saltsman in cui un businessman vola sopra una città che dei robot giganti stanno distruggendo. Il gioco permette al personaggio di saltare e schivare ostacoli attraverso singoli tocchi del controller, trovando un ottimo compromesso con le limitazioni di design dei primi smartphone touchscreen. Dopo solo qualche mese dalla presentazione, l'App Store era pieno di giochi di genere endless runner come per esempio Temple Run.
Il genere ha continuato il suo sviluppo nei giochi successivi, come Jetpack Joyride che incluse i veicoli e Temple Run che introdusse un punto di vista 3D dall'alto. Inoltre la serie Bit.Trip aggiunse elementi del videogioco ritmico. Con passare del tempo, numerosi grandi franchise adattarono il loro gameplay in endless runner con alcuni spin-offs, tra cui nel 2013 Sonic Dash e nel 2015 Lara Croft: Relic Run.